# 七十四 (乾隆进士)
七十四（1705年—1765年），辉发那拉氏，内务府镶黄旗满洲包衣。雍正己酉举人，丙辰进士，清朝官员。

## 生平履历
乾隆二年任国子监监丞，
乾隆十八年任直隶永平府知府；
乾隆三十年卒于任。
擅长书法、绘画。

## 家族
- 始祖昂古里星古力。
- 高高祖鼐瑚。胞兄辉发贝勒王机砮（又王機褚）；后代有正黄旗满洲佐領那爾布，其女輝發那喇氏封清高宗继皇后。
- 高祖额德。
- 曾祖不详。
- 祖多贝，员外郎。
- 父沙梓（傻子），员外郎兼佐领[4]。
- 胞姊一納喇氏，嫁宗室明赫；其姑母愛新覺羅氏，嫁一等公赫舍里氏法爾薩（祖父一等公索尼），祖父宗室博爾果洛（又博翁果諾），曾祖承澤裕親王碩塞（皇太极第五子）；祖姑母和顺公主愛新覺羅氏（顺治帝的养女），嫁镶蓝旗汉军、管侍卫内大臣和硕额驸尚之隆（八世孙光緒十八年（1892年）壬辰科进士尚其亨）。
- 妻鈕祜錄氏，其父镶黄旗满洲常泰，祖父拉哈達，曾祖佐领徹爾格（又車爾格），高祖一等弘毅公額亦都；姑母一鈕祜祿氏，嫁宗室瑚什祿（其父鎮國公巴布泰、弩爾哈齊第九子）。
- 子富森额。
- 女納拉氏，嫁二等侍卫宗室素勒（父宗室明赫，祖父宗室伊泰，曾祖宗室博爾果洛，先祖承澤裕親王碩塞）。[5]
- 侄子祿成，乾隆丁巳进士。
- 家族后代有内务府正白旗满洲、嘉慶己巳進士那峨、咸豐二年（1852年）壬子恩科进士文彬、光緒十八年（1892年）壬辰科进士延燮。